# 楊炅
楊 炅（よう けい、生年不詳 - 496年）は、中国の南北朝時代の仇池氐の首長。陰平王。

## 経歴
楊広香の子として生まれた。父に従って南朝斉に帰順し、北部鎮将軍郡事となった。南朝斉の高帝により征虜将軍・武都郡太守に任じられた。
483年、南朝斉の武帝により沙州刺史とされ、陰平王に封じられた。
491年、南朝斉の武帝により前将軍の号を受けた。
494年、南朝斉の皇帝蕭昭業により使持節・都督沙州諸軍事・平西将軍・平羌校尉・沙州刺史とされた。同年、陰平王として北魏に来朝した。
495年、南朝斉の明帝により安西将軍の号に進められた。496年、楊炅は死去した。子の楊崇祖が後を嗣いで陰平王となった。